# Jolo
Pour la ville principale de l'île, voir Jolo (ville).
Jolo est une île volcanique du sud-sud-ouest des Philippines. Elle est située dans l'archipel de Sulu, entre Mindanao et Bornéo. L'île comprend de nombreux cônes et cratères volcaniques, dont l'actif Bud Dajo.
L'île se situe en mer de Sulu, une partie de sa côte sud-est bordant la mer de Célèbes.
Jolo est aussi le nom de la ville principale, la capitale et la plus grande ville de la province de Sulu, où vit un tiers de la population de l'île. Elle était autrefois le centre de gouvernement du sultanat de Sulu.

## Géographie
Située en mer de Sulu, et bordée par la mer des Célèbes sur sa côte sud-est, Jolo est entourée de toute une série d'îles moins importantes. À l'est se trouve la province de Basilan et à l'ouest celle de Tawi-Tawi.

## Transports
Jolo est desservi par l'aéroport de Jolo (Code AITA : JOL, Code OACI : RPMJ).

## Langages et dialectes
La majorité des Joloanos parlent la langue locale, le tausug. L'anglais et le tagalog (philippin) sont aussi utilisés dans les écoles et l'administration. D'autres langues utilisées sont le sama et le badjao.

## Histoire contemporaine

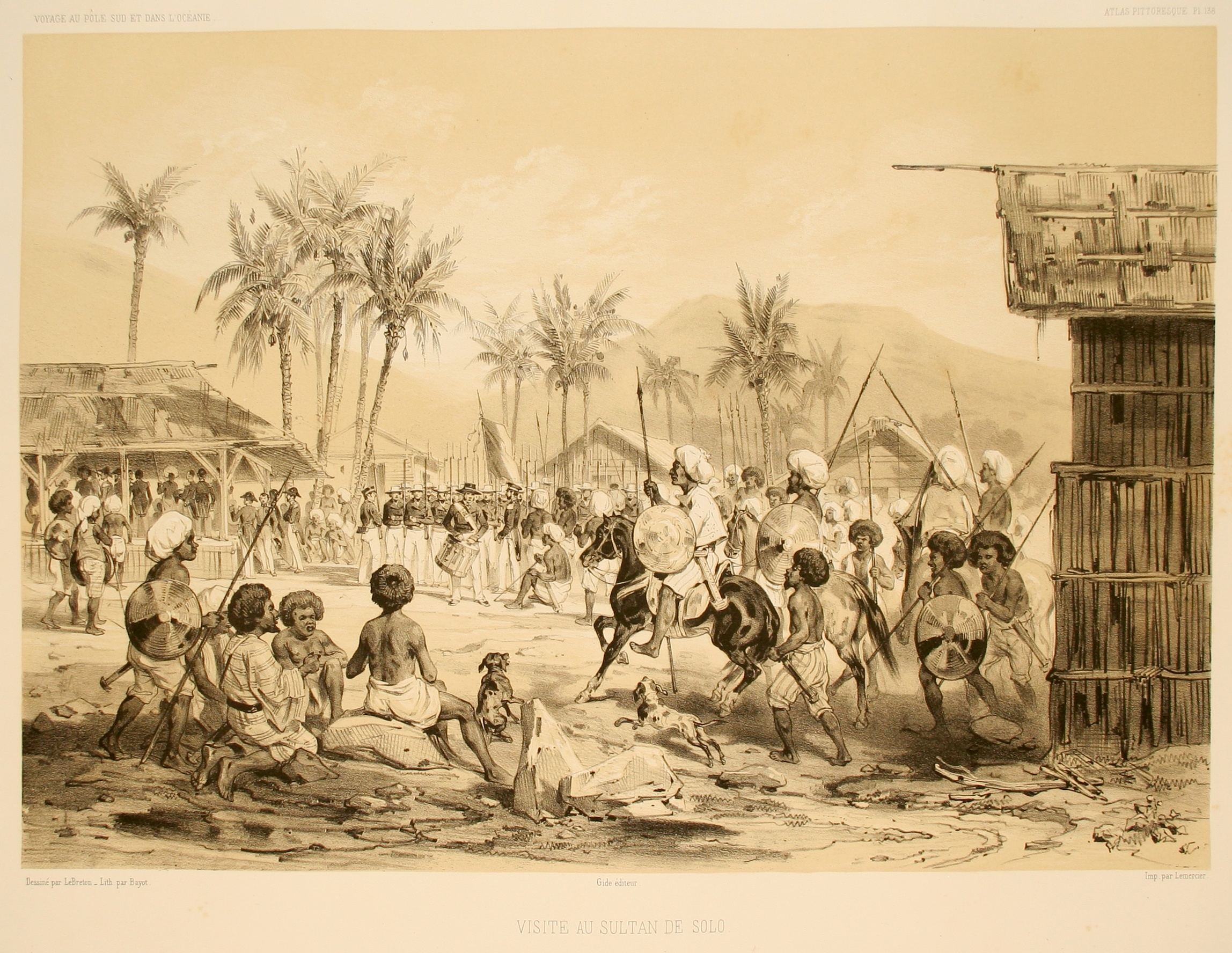
Visite du sultan de jolo

L'île fut le théâtre de la bataille de Jolo en 1945. Le vicaire apostolique de Jolo, Mgr Benjamin de Jesús o.m.i., est assassiné à Jolo le 4 février 1997 par un islamiste.

### Prise d'otages de l'an 2000
En avril 2000, une vingtaine de personnes (dont deux français) sont prises en otages par le commandant Robot du groupe Abou Sayyaf. L'assaut des forces armées philippines est infructueux, et en juillet, trois journalistes français (dont Maryse Burgot) sont aussi faits prisonniers en allant prendre des nouvelles des otages. Certains otages sont libérés durant l'été.
Le 19 septembre de la même année, les deux derniers otages français (Jean-Jacques Le Garrec et Roland Madura) réussissent à s'évader.

### Plus récemment
L'île connaît en mars 2010 des troubles opposant plusieurs milliers de soldats philippins et environ 800 activistes islamiques du groupe Abou Sayyaf.

## Accident aérien
Le 4 juillet 2021, aux Philippines, un avion militaire de type C-130, alors qu'il tentait d'atterrir sur l'île, s'écrase avec 85 personnes à bord, seules 15 personnes ont pu être sauvées de l'appareil en feu.

## Filmographie
- 2023 : Mayday de Jean-François Richet se déroule sur l'île de Jolo[5].